# Osmundo Bilbao Garamendi

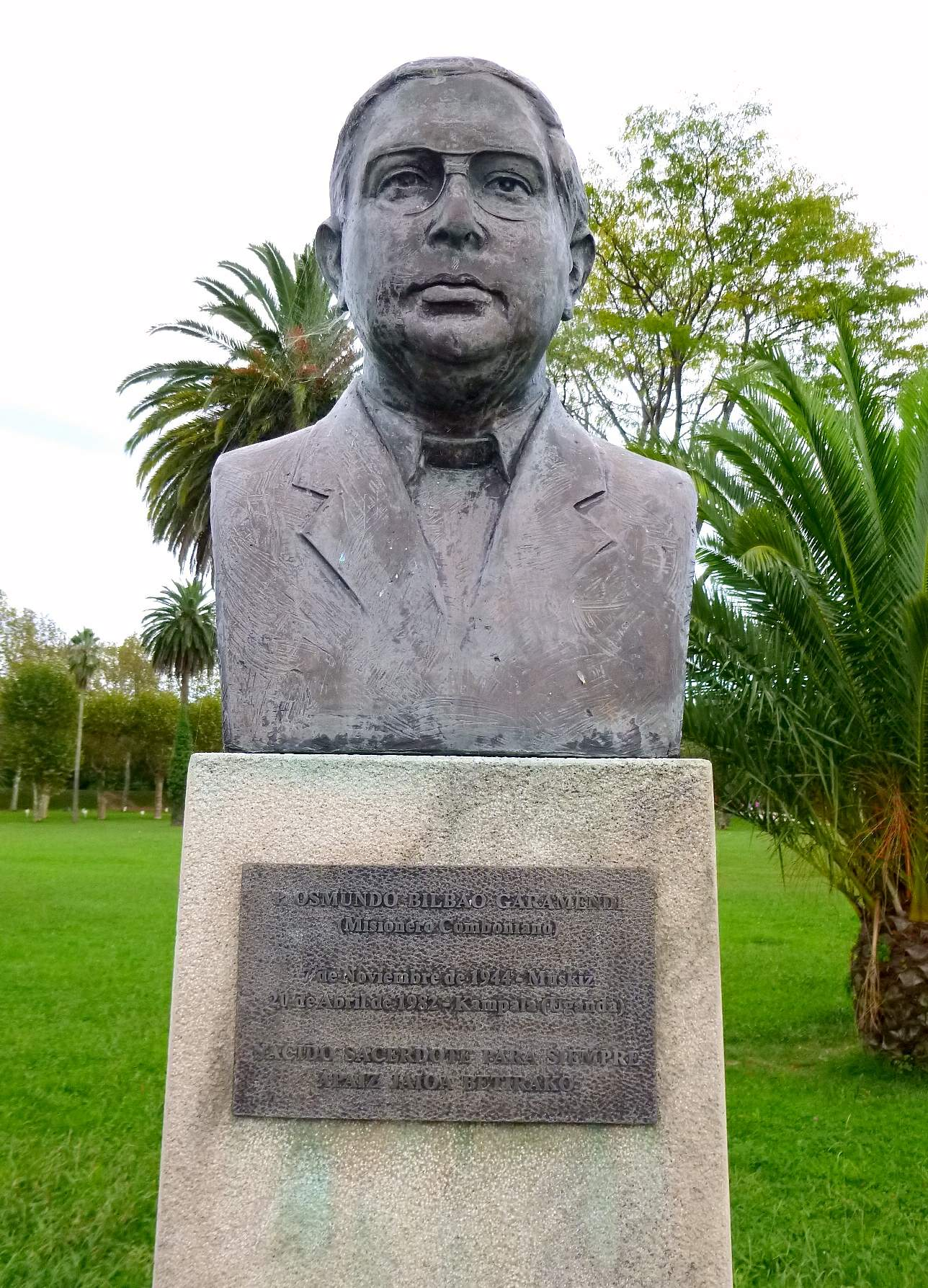
Busto memorial de Osmundo Bilbao Garamendi erigido en su Musques natal

Osmundo Bilbao Garamendi (1944-1982) fue un sacerdote y misionero católico comboniano asesinado a la edad de 37 años en Uganda.

## Biografía
El padre Osmundo Bilbao nació en San Julián de Musques (Vizcaya) en 1944. Pasó su infancia y juventud en Portugalete. Ingresó al Seminario de Derio siendo muy joven. A los dieciocho años optó por ingresar al noviciado comboniano en Corella (Navarra). Este noviciado se trasladó después a Moncada (Valencia) siendo donde realizó sus primeros votos religiosos el 9 de septiembre de 1964.
Poco después le mandan a Venegono (Italia) donde continúa sus estudios de teología para llegar a la ordenación sacerdotal el 6 de abril de 1969. Unos meses más tarde es destinado a Uganda.
El primer tiempo de misión lo pasa en Moyo, capital del distrito Madi, en el norte de Uganda. Allí aprende la complicadísima lengua local, el madi. Pronto es trasladado a Metu, una pequeña misión cercana a Moyo donde se prodiga a atender a todos/as. Pero es, sobre todo, durante la guerra y después de ésta, cuando desarrolla al máximo la actividad en Uganda. En la inmediata posguerra se convierte en un punto de referencia de todos los organismos que tratan ayudar al país: Cruz roja, UNICEF, CEE…
Logra organizar cuantiosos envíos de comida, medicinas y material hacia el norte de Uganda. Su labor resulta vital para todos los hospitales de misión situados en el norte. Tras un periodo de descanso y, ya de vuelta en África, los superiores le invitan a dejar la misión si lo considera peligroso, pero él responde que no cree que el peligro sea tal, y que prefiere seguir allí porque la Misión es el único apoyo que tiene la población, lo que les permite seguir en su tierra y no convertirse en desplazados o refugiados.
El día 18 de abril de 1982, había ido a Kampala para algunos asuntos; dos días más tarde, a las 12 de la mañana, Osmundo fue asesinado en las cercanías de Kisubi por unos hombres armados.
Demostró siempre un gran amor por África y su gente. He aquí el testimonio del P. Manuel Grau, un compañero suyo: “Osmundo siempre se caracterizó por su cordialidad, amabilidad, su apertura hacia propios y extraños. Los años que pasó en Kampala le permitieron entrar en contacto con mucha gente, europeos y africanos, y con todos supo colaborar y con muchos estrechó lazos de amistad. No obstante fue en Moyo y Metu donde Osmundo supo darse a niveles más profundos que son los propios de la tarea del misionero en el contacto diario con su gente. Sin duda, donde quedará un recuerdo imborrable de Osmundo es en Moyo y Metu, entre sus amigos madi. Nosotros hemos perdido un amigo y un hermano. Ellos han perdido a su padre. Gracias por tu amistad, por la generosidad de tu vida, por tu alegría de vivir, por tu amar a África y a los africanos.”